# Bailaré sobre tu tumba
Bailaré sobre tu tumba es el cuarto álbum de estudio lanzado al mercado por la banda de punk-rock española Siniestro Total. Fue el primer disco de la banda que contó con la participación de Javier Soto (guitarra y teclados) y el mismo constaba de dos caras diferenciadas: la primera con canciones inéditas de estudio, grabada en los estudios Trak de Madrid, y una segunda con temas grabados en directo durante el verano de 1985 en los conciertos que la banda ofreció en las ciudades de Alcázar de San Juan, Santiago de Compostela, Vigo y Valladolid. Contó con la producción de Paco Trinidad y fue publicado por la discográfica DRO en 1985.

## Lista de canciones

### Temas de la primera edición
Cara A (estudio)
1. «Vámonos al Kwai» - 2:25
2. «¿Qué tal, homosexual?» - 1:06
3. «Kalahari» - 1:54
4. «Al final» - 3:15
5. «Demasiado lejos» - 3:13
6. «Rock en Samil» - 2:00 (versión de «Rockaway Beach» de Ramones)
7. «Bailaré sobre tu tumba» - 3:10
8. «Will Power» - 0:20

Cara B (directo)
1. «Can't Get Enough» - 3:13
2. «Hey, hey, Vigo» - 1:10
3. «Hoy voy a asesinarte» - 2:30
4. «Ye-ye» - 4:10
5. «Viene el verano» - 1:40
6. «Emilio Cao» - 2:22
7. «Sexo chungo» - 3:07

### Temas nuevos de la edición de 2002
El álbum fue reeditado en 2002 en versión CD, donde además de los temas originales se incluyeron los siguientes:
- Cara B del sencillo «Bailaré sobre tu tumba»:

1. 1. «No me lavo en la vida» (versión del «In-a-gadda-da-vida» de Iron Butterfly);

- Cara B del sencillo «¿Qué tal, homosexual?»:

1. 1. «Cada día somos más»;

- Cara B del sencillo «Al final»:

1. 1. «No me mates con tomate»;

- Tema en directo publicado originalmente en Grandes éxitos:

1. 1. «We Are The World».